# Мау-мау (гра)
Мау-мау (макао, 101, дурень англійський, дурень чеський, пентагон, дворовий бридж) — картярська гра.

## Історія
«Чеський дурень» — жаргонна назва популярної європейської гри «мау-мау», отримала значне поширення в СРСР в середині XX століття. Гра існує в багатьох варіантах, що відрізняються незначними деталями, та під різними назвами: «дурень англійський», «пентагон», «макао» та інші (однак не плутати з іншою грою, яка теж носить назву макао).
У кінці XX століття більш відома під назвою «101» за кількістю очок, яке служить закінченням гри.

## Правила
Грають колодою карт від 36 карт і більше. Здаються карти по одній за раз, а всього по 4 кожному гравцеві. Колоду кладуть на середину столу. У першій грі перший хід дістається випадково обраному гравцеві, а далі гравцеві, який переміг у минулій грі. В деяких варіантах видається з 5 карт кожному гравцеві, а здавачеві 4, п'яту карту він кладе на кін. Наступному гравцеві потрібно побити цю карту. Ходять в даній грі за годинниковою стрілкою — ходити наступним буде гравець, що сидить зліва від того, хто почав гру. Наступний гравець може покласти на неї карту тієї ж масті або того ж розряду. Якщо у нього немає необхідної карти, він зобов'язаний брати карти з колоди до тих пір, поки не витягне потрібної карти або поки не скінчиться колода (в деяких варіантах він може брати тільки одну карту, при цьому він все одно може використовувати карту з свого арсеналу(так робити не можна)— якщо ж вона не підійшла, хід переходить до наступного гравця). Якщо карти в колоді закінчуються, то зі стопки відкритих карт знімається верхня і залишається відкритою на столі, інші ж перевертаються (в деяких варіантах гри — перетасовуються) і знову служать колодою.
Спеціальні карти вимагають після себе певних дій від наступного гравця:
- 6 — гравець, який походив, повинен «покрити» її — покласти іншу картку, що відповідає правилам (якщо немає відповідних — брати з колоди, поки не знайде потрібну), в деяких варіантах — абсолютно будь-яку карту. У більш старих правилах — наступний гравець повинен взяти з колоди 2 картки і пропустити хід (або, в інших різновидах гри, — 1 картку);
- 7 — наступний гравець повинен взяти 2 (в деяких варіантах — 4) карти і пропустити хід (якщо в грі всього 2 гравця, то хід залишається у того, хто поклав картку); в деяких версіях гри, якщо 7 пікова, то потрібно взяти 4 карти, Гравець може не ходити цією картою, якщо така є..
- 10 — змінює напрямок гри;
- Туз — наступний гравець пропускає хід, якщо у нього немає туза (за деякими правилами гравець просто пропускає хід);
- При завершенні гри, гравець може сходити на останній хід, при наявності у переможеного не більше 5-ти карт.
- Дама є козирем. Гравець, який виклав даму, може замовити будь-яку масть. Наступний гравець, в цьому випадку, може покласти карту тільки замовленої масті або даму (і замовити будь-яку масть). Дама може бути покладена на будь-яку карту (це правило діє в деяких варіантах гри). В деяких варіантах дами на руках скидаються одночасно, при цьому за кожну даму списуються очки.
- Король пік — Наступний гравець повинен взяти 4 картки і пропустити хід (якщо в грі всього 2 гравця, то хід залишається у того, хто поклав картку.);
- Від карт 6 і 7 можна захиститися картою з тим же значенням, тим самим перевівши дію карти на наступного гравця .

Мета одного кона гри полягає в тому, щоб позбутися від усіх карт на руках. Виграє той, хто перший позбавився від своїх карт. Інші рахують очки на картах, які залишилися у них на руках. Програє той, хто набере в сумі понад 101 очки.
При чотирьох однакових картах проводиться перездача.

## Підрахунок очок
- Валет — 2 очки.
- Дама — 3 очки.
- Король — 4 очки.
- Туз — 11 очок.
- Дев'ятка — 0 очок.
- Інші карти — по достоїнству.
- Переможець, якщо останньою його картою була дама, списує зі свого рахунку 20 очок (якщо пікова — 40).
- Гравець, що залишився тільки з дамами на руках, додає до свого рахунку 20 очок з кожної дами, а якщо пікова дама, то 40.

Штрафні очки, зароблені в кожному раунді, підсумовуються. Перший, хто набирає більше 101 очка, програє і виходить з гри. Гра триває між гравцями, що залишилися далі. Переможцем вважається останній гравець, який так і не набрав 101 штрафне очко. Практикується також такий варіант — програє той, хто набрав більше, ніж 101 очко. У гравця, який набрав ж рівно 100 обнуляється рахунок і він отримує можливість відігратися. У цьому ж випадку (не завжди) практикується обнулення рахунку, якщо гравець набирає і негативні значення рахунку.

## Варіанти гри
Деякі частини правил може змінюватися:
1. Початкова кількість карт варіюється від 3 до 6.
2. На початку гри поки у гравця 0 очок, йому не записуються очки, якщо в кінці кона у нього залишилися карти на кількість очок менше певного значення, у різних варіаціях від 14 до 24. Це правило перестає діяти для гравця, якщо він виграв кон дамою і отримав мінус 20 очок або мінус 40. Також це правило не діє для гравця, який набрав 101 очко і в результаті у нього обнулився рахунок.
3. При відсутності необхідної карти гравець бере з колоди тільки одну карту, а якщо і вона не дозволяє зробити хід, гравець пропускає хід. Це зміна не стосується шістки.
4. «Крокодил». Гра йде за правилами попереднього варіанту, до якого додається наступне правило — король черв зобов'язує наступного гравця пропустити хід і взяти 5 карт з колоди.
5. При грі малої колодою (32 карти) сімка вимагає підйому двох карт, вісімка — однієї карти. Якщо дама — єдина залишилася на руках карта, записує 30 штрафних очок.
6. «Пентагон». Карти кладуться тільки в масть. Покласти карту того ж достоїнства можна тільки в тому випадку, якщо лежить шістка. Після замовлення масті за допомогою дами наступний гравець пропускає хід. Очки: Туз — 11, Король — 4, Дама — 20, Валет — 2, 10 — 10. За інші карти очки не нараховуються.
7. Наприкінці гри потрібно закривати карти, які змушують пропустити хід.
8. При наборі очок у сумі «-365», так званий «Золотий рік» — гравець перемагає.
9. Для збільшення тривалості гри, гравці можуть змінити «стелю», наприклад, до 201 або 501.